# Seznam madžarskih armad druge svetovne vojne
Seznam madžarskih armad druge svetovne vojne.

## Seznam
- 1. armada
- 2. armada
- 3. armada